# گویش نژادی
گویش نژادی یا گویش قومی گونه‌ای از زبان است که در میان قومیت خاصی که در اصل از زبان یا گویش متمایز دیگری استفاده می‌کردند، رایج است. طبق تعریف دیگری، گویش نژادی (زبان، گویش، زیرگویش) مرتبط با یک قومیت خاص است. این گویش ممکن است یک نشانه برای تمایز هویت اجتماعی، چه در داخل گروه و چه برای افراد بیرونی، باشد.